# Нараянхити
Нараянхити или Нараянхити Дурбар — дворец-музей в Катманду. В прошлом служил главной резиденцией королей Непала. После провозглашения Непала республикой во дворце был открыт музей.

## Этимология
Название Нараянхити происходит от слов Нараян — одно из воплощений индуистского бога Вишну и Хити — водный источник (находился к востоку от главных ворот дворца).

## Дворец
Дворец построен во времена правления короля Махендры как замена зданию 1915 года, разрушенному землетрясением. Строительство началось в 1963 году под руководством американского архитектора Бенджамина Полка и при участии непальского инженера Шанкера Нат Римала.
Дворец располагается в парковой зоне площадью 30 га, окружённой со всех сторон стеной с охраняемыми воротами, главное здание выполнено в виде пагоды.
Открытие дворца в 1970 году приурочили к свадьбе наследника престола принца Бирендры, ставшего впоследствии королём Непала.
1 июня 2001 года во дворце произошло убийство королевской семьи, по официальной версии совершенное принцем Дипендрой в состоянии алкогольного опьянения.

## Музей
В 2008 году после упразднения монархии в Непале, Гьянендра — последний король Непала — был вынужден покинуть Нараянхити. В бывшем королевском дворце создан музей.